# 喬·馬茲拉
約瑟夫·馬茲拉（英語：Joseph Mazzulla，1988年6月30日—），出生於美國羅德島州約翰斯頓，是一名美國職業籃球教練。現任NBA波士頓塞爾提克總教練。

## 教練生涯

### 大學教練生涯
大學畢業後不久，馬祖拉就獲得了諾瓦東南大學的教練工作。他拒絕了，以追求職業機會。他在海外沒有找到任何合適的機會，並於2011年9月加入格林維爾州立大學擔任助理。2013年，馬祖拉在傑羅德·卡爾霍恩手下被聘為費爾蒙特州立大學的助理。在2016-17賽季，他擔任NBA G聯盟緬因紅爪的助理教練。馬祖拉於2017年3月被任命為費爾蒙特州立大學的總教練。在他的第二個賽季，他帶領球隊取得了22勝9負的戰績，並在2019年NCAA第二賽區錦標賽中出場，他們在第一輪延長賽中以63–60輸給了梅西赫斯特大學。

### 波士頓塞爾提克
2019年6月，他被聘為波士頓塞爾提克的助理教練。2022年9月22日，在伊姆·烏度卡被禁賽整個2022–23賽季後，馬祖拉被任命為塞爾提克隊的臨時總教練。2022年12月1日，他被評為10月和11月的NBA東部聯盟最佳教練，此前塞爾提克隊以聯盟最佳18勝4敗的戰績開始了他們的賽季。
2023年1月30日，馬祖拉被任命為2023年NBA全明星賽揚尼斯隊的總教練。
在本賽季前59場比賽中取得42場胜利後，馬祖拉於2023年2月16日被正式任命為總教練；他還簽下了3年合約。
在2024年NBA总决赛中，塞爾提克经过五场比赛击败达拉斯獨行俠，马祖拉获得了他的第一个NBA总冠军。
美國時間週五宣布與馬祖拉續簽了1份多年期合約，新合約的具體期限和細節尚未公布。

## 總教練戰績
| 隊伍 | 賽季    | 例行賽 | 例行賽 | 例行賽 | 例行賽 | 例行賽 | 季後賽 | 季後賽 | 季後賽 | 季後賽 | 季後賽        |
| 隊伍 | 賽季    | 比賽   | 勝     | 負     | 勝率   | 排名   | 比賽   | 勝     | 負     | 勝率   | 結果          |
| ---- | ------- | ------ | ------ | ------ | ------ | ------ | ------ | ------ | ------ | ------ | ------------- |
| BOS  | 2022-23 | 82     | 57     | 25     | .695   | 2      | 20     | 11     | 9      | .550   | 東區決賽失利  |
| BOS  | 2023-24 | 82     | 64     | 18     | .780   | 1      | 19     | 16     | 3      | .842   | 赢得NBA总冠军 |
| BOS  | 2024-25 | 82     | 61     | 21     | .744   | 1      | 5      | 6      | 5      | .545   | 第二輪失利    |
| 總計 | 總計    | 328    | 182    | 64     | .740   |        | 50     | 33     | 17     | .660   |               |

| 前任： 伊姆·烏度卡 | 波士頓塞爾提克總教練 2022–present | 繼任： – |